# دورموش‌لو (کوزان)
دورموش‌لو (به ترکی استانبولی: Durmuşlu) یک منطقهٔ مسکونی در ترکیه است که در قوزان (ترکیه) واقع شده‌است.